# جوزيف ك. كارسون
جوزيف ك. كارسون (بالإنجليزية: Joseph K. Carson, Jr.)‏ هو محامي وسياسي أمريكي، ولد في 19 ديسمبر 1891 في الولايات المتحدة، وتوفي في 20 ديسمبر 1956 في بورتلاند في الولايات المتحدة بسبب خثار. حزبياً، نشط في الحزب الديمقراطي.